# Ingapirca

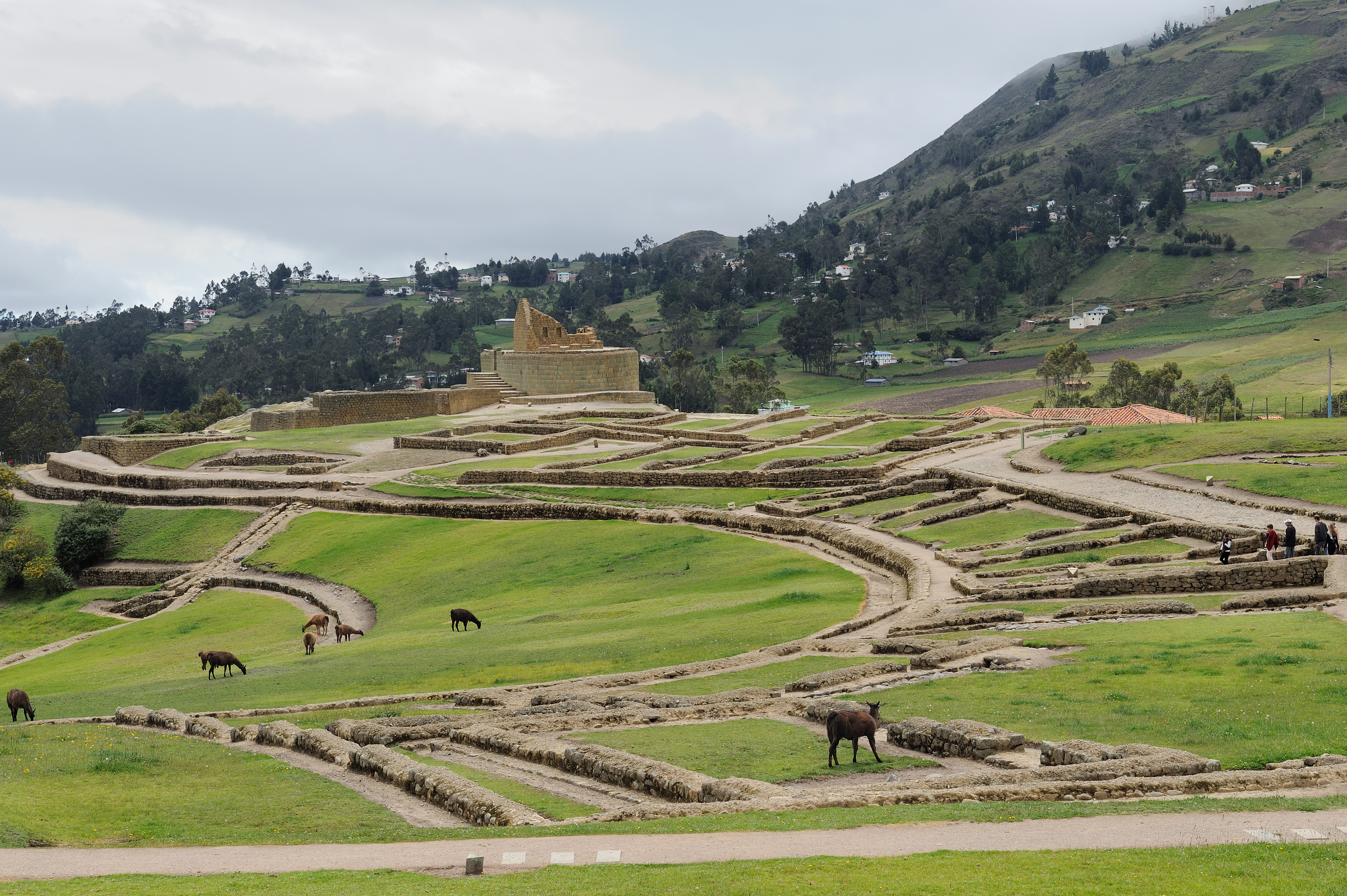
Vista global del lloc d'Ingapirca, a la província del Cañar (Equador)

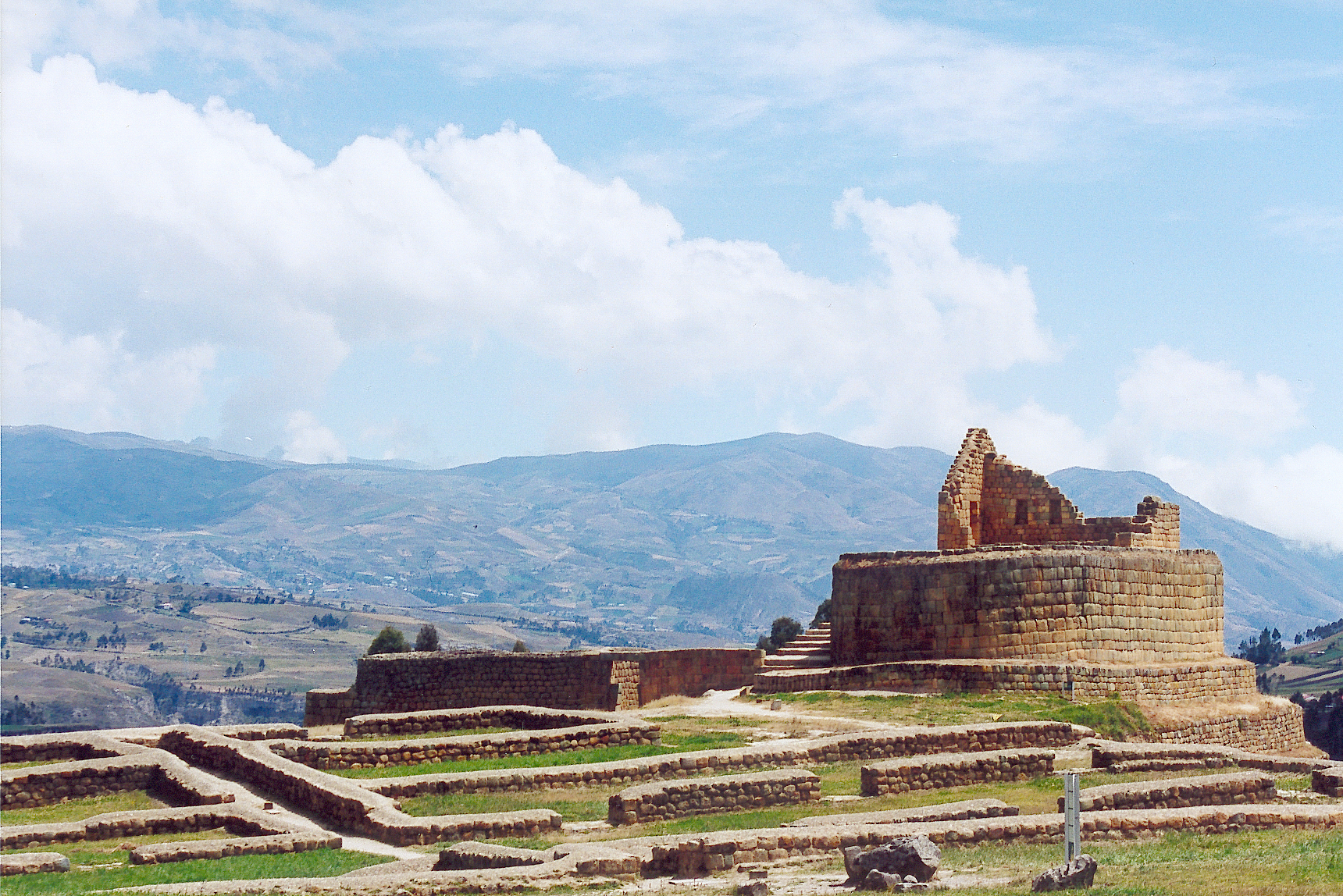
Ingapirca: el temple del Sol

La fortalesa d'Ingapirca és un complex arqueològic situat a la província del Cañar, a Equador.

## Descripció
A la província del Cañar, al sud de l'estat, a 3.160 msnm i a 16 km de la ciutat de Cañar, s'alça la més important construcció arqueològica d'origen inca en l'actual república de l'Equador.
Ingapirka és una paraula quítxua que significa 'Mur de l'inca'. És una construcció autènticament incocañar, feta a principis del s. XVI de la nostra era, que es creu que pogué ser un observatori del sol i la lluna poc de temps abans de l'arribada dels invasors espanyols a aquesta zona. El conjunt de vestigis arqueològics d'Ingapirca és registrat pel món exterior almenys des de mitjan s. XVIII, tot i que hi haja referències sobre l'indret en què es troben aquestes edificacions -barri del Cañar- des del s. XVI, quan es coneixia com la província d'Hatun Cañar (quítxua: Hatun Kañar), que significa 'el lloc gran dels cañars'.

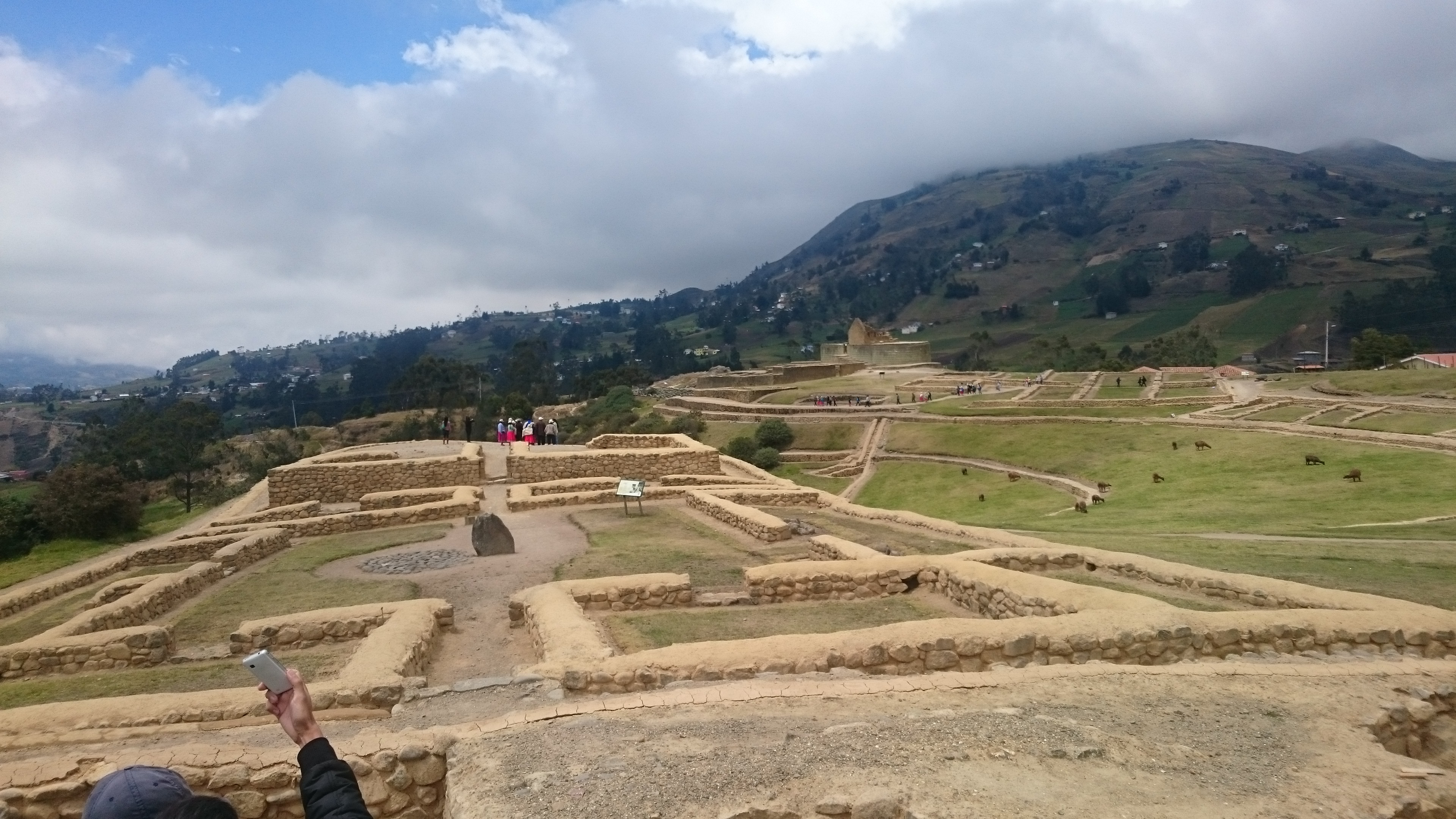
Ruïnes d'Ingapirca

L'any 1582 fra Gaspar de Gallegos, rector de San Francisco de Peleusí d'Azogues, ciutat propera al lloc, escriu:
"Es diuen generalment els cañars, perquè a tres llegües d'ací hi ha un poble que es diu Hatum Cañar, que vol dir en la llengua inca 'La província gran dels cañars"; i allí diuen que en temps de l'inca Huayna Cápac hi havia grans poblacions d'indis i que allí era el principal cap d'aquests cañares; i així sembla, perquè en el dia de hui hi ha grans i molt sumptuosos edificis, i entre ells una torre molt forta...".
No se sap amb certesa quina era la finalitat d'aquest edifici d'origen incocañar. L'únic criteri en què coincideixen diversos historiadors i arqueòlegs és que fou construït sota les ordres directes de l'inca Huayna Cápac, durant les campanyes d'expansió territorial i conquesta de pobles que l'inca Túpac Yupanqui, son pare i antecessor com a emperador del Tahuantinsuyo, inicià anys enrere cap als territoris que hui comprenen el sud de l'Equador.

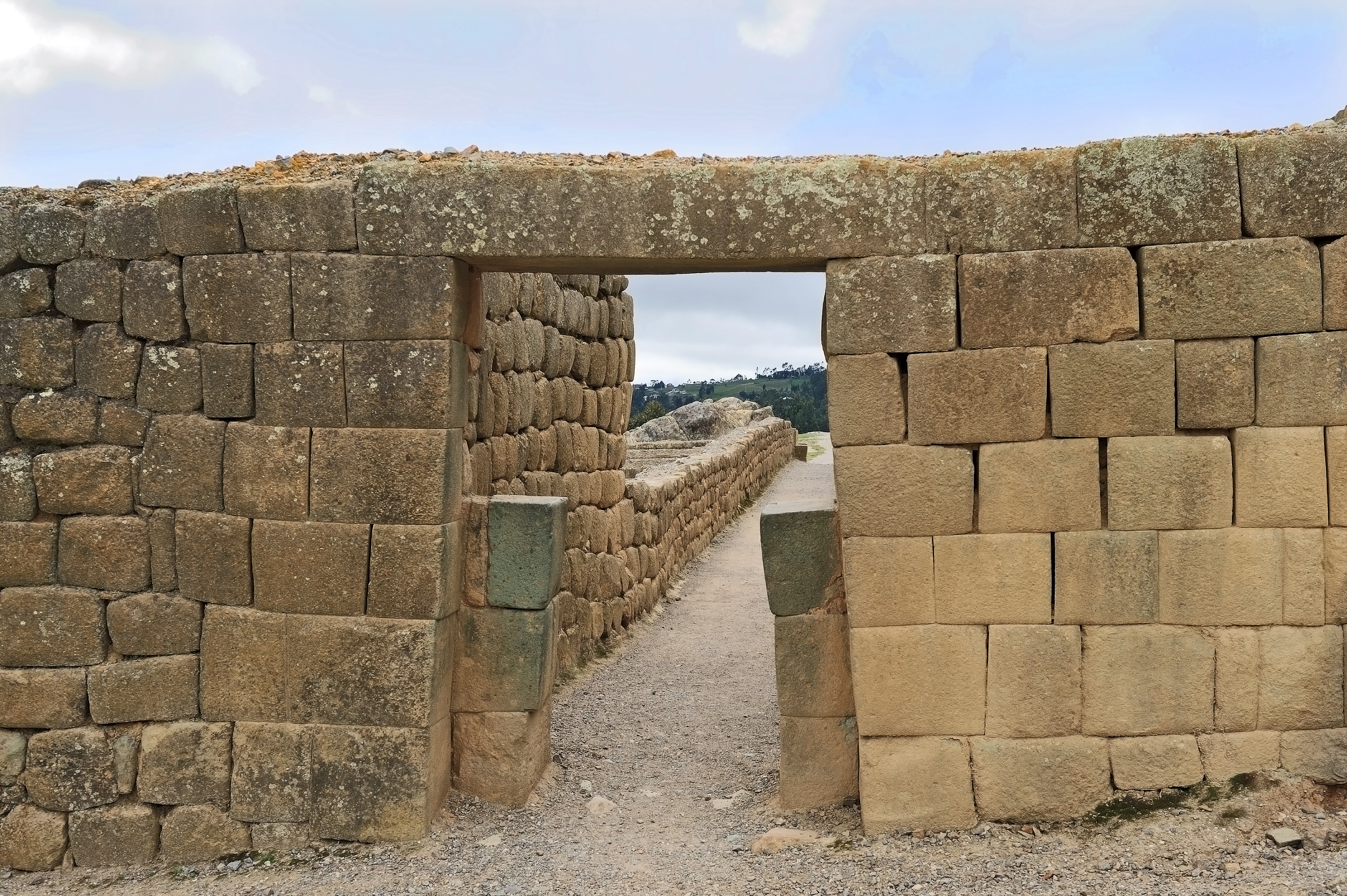
Portetes fetes de pedra en el conjunt arqueològic d'Ingapirca, província de Cañar

Pel que sembla jugà un gran paper en les estratègies militars inques, com a lloc d'avançada i aprovisionament de les tropes cap al nord de l'Equador, però el seu més important objectiu era ser un lloc d'adoració i veneració al sol, el màxim déu inca, i es constituí així en una coricancha dedicada al ritual inca.
Les ruïnes d'Ingapirca foren excavades i restaurades per una Missió Arqueològica d'Espanya entre els anys 1974 i 1975. Aquestes recerques originaren diverses publicacions dels arqueòlegs José Alcina, Miguel Rivera i Antonio Fresco.

## Mapa

Mapa d'Ingapirca, monument arqueològic